# Boukary Sidibé
Pour les articles homonymes, voir Sidibé.
Boukary Sidibé, est un homme politique malien, Ambassadeur Extraordinaire et Plénipotentiaire de la République du Mali auprès des Émirats arabes unis de 2016 à 2021. Il est né le 7 mars 1971 à Bamako, Mali. Il est marié et père de famille.

## Expériences professionnelles
Il est le fondateur de l'agence de Tourisme dénommée Azur Voyages dont la spécialité est la billetterie, l'assurance, les événements touristiques, l'affrètement, et le Hadj. Il deviendra l’un des leaders de ce secteur dans la zone Cwa en 2002.
Sa passion pour le football le conduit à la Vice-Présidence du Stade Malien de Bamako de 2006 à 2010 puis à la Présidence de 2010 à 2016, après le sacre de cette équipe à la Coupe de la Confédération Africaine de Football (CAF) de 2009. Sous sa présidence, en 2015, le club recevra le prix « Légende africaine » décerné par les instances de la CAF. À deux reprises, il fut 1er Vice-Président de la Fédération Malienne de Football : de 2009 à 2011 puis de 2013 à 2016.
Boukary Sidibé a été nommé Ambassadeur Extraordinaire et Plénipotentiaire de la République du Mali auprès des Émirats arabes unis par le Président de la République, Ibrahim Boubacar Keïta, en  Conseil des Ministres, le 20 juillet 2016,. Il est resté à cette fonction durant 5 années, permettant ainsi de renforcer la coopération bilatérale entre la République du Mali et les Émirats arabes unis. Le 30 août 2021, une cérémonie d'adieu est organisée par le ministère des Affaires étrangères et de la Coopération internationale (MOFAIC) des Émirats arabes unis pour marquer la fin de cette mission.
À peine sa mission au service de la République du Mali terminée, Boukary Sidibé a été nommé en août 2021 au poste de Conseiller politique de l'Expo Dubaï 2020, auprès de Son Excellence Reem Al Hashimy, CEO de Dubaï Expo, et également ministre de la coopération internationale des Émirats Arabes Unis. Au cours de cette mission, il a œuvré à renforcer les liens entre les Émirats Arabes Unis et le continent africain.
Investi de la confiance des autorités émiraties, il est ensuite nommé, en novembre 2022, Senior Advisor à Expo City Dubaï Authority, dirigée par Son Excellence Reem Al Hashimy.

## Distinctions et récompenses
- 2005 : Consul Honoraire du Mali en République Centrafricaine en 2005 [11].
- 2007 : Chevalier de l'Ordre National du Mali [12].
- 2018 : Officier de l'Ordre National du Mali [13].
- 2021 : Médaille de l'Indépendance des Emirats arabes unis (1er Ordre), remise par Cheikh Khalifa ben Zayed Al Nahyane, président des Emirats arabes unis[14].